# Tuba (folyó)
A Tuba (oroszul: Туба) folyó Oroszország ázsiai részén, a Krasznojarszki határterületen, a Jenyiszej jobb oldali mellékfolyója.

## Földrajz
Hossza: 119 km, a Kazirral együtt 507 km; vízgyűjtő területe: 36 900 km², évi közepes vízhozama (alsó folyásán): 758 m³/s; maximális vízhozama 10 500 m³/s.
A Keleti-Szaján délnyugati lejtőin eredő két szülőfolyója, a Kazir (jobbról, 388 km) és az Amil (balról, 257 km) találkozásával keletkezik és Abakantól északra ömlik a Jenyiszejen létesített Krasznojarszki-víztározóba. 99 km-en át hajózható.
A 119 km hosszú folyó 4–8 km széles völgyben folyik, ártere is 2–6 km széles. Őszi jegesedése október végén kezdődik, november második felére teljesen befagy. Tavaszi jégzajlása akár tíz napig is eltart, mire április végére a jég teljesen eltűnik. Partján terül el Kuragino járási székhely, közelében az Abakan–Tajset vasútvonal hídja vezet át a folyón.

## Történelem
A Tuba, a Kazir, az Amil folyónevek türk eredetűek. A Tuba és mellékfolyóinak vidéke a 18. század előtt a jenyiszeji kirgizek egyik fejedelemségének (Tubai fejedelemség?) területe volt. A 18. században keletkeztek az oroszok – kozákok és száműzöttek – első apró települései; a század második felében orosz határvidék volt, melyet számos kozák őrhely védett. Matthias Alexander Castrén finn nyelvész, néprajzkutató, aki 1847 júliusában járt a vidéken, így írt: A Tuba menti jó földeken viszonylag sűrű a lakosság, de mellékfolyóit, az Amilt és a Kizirt alig lakják. Később, az aranyláz idején sokan érkeztek az Amil menti aranymosó telepekre szerencsét próbálni. 